# Novosedly u Strakonic

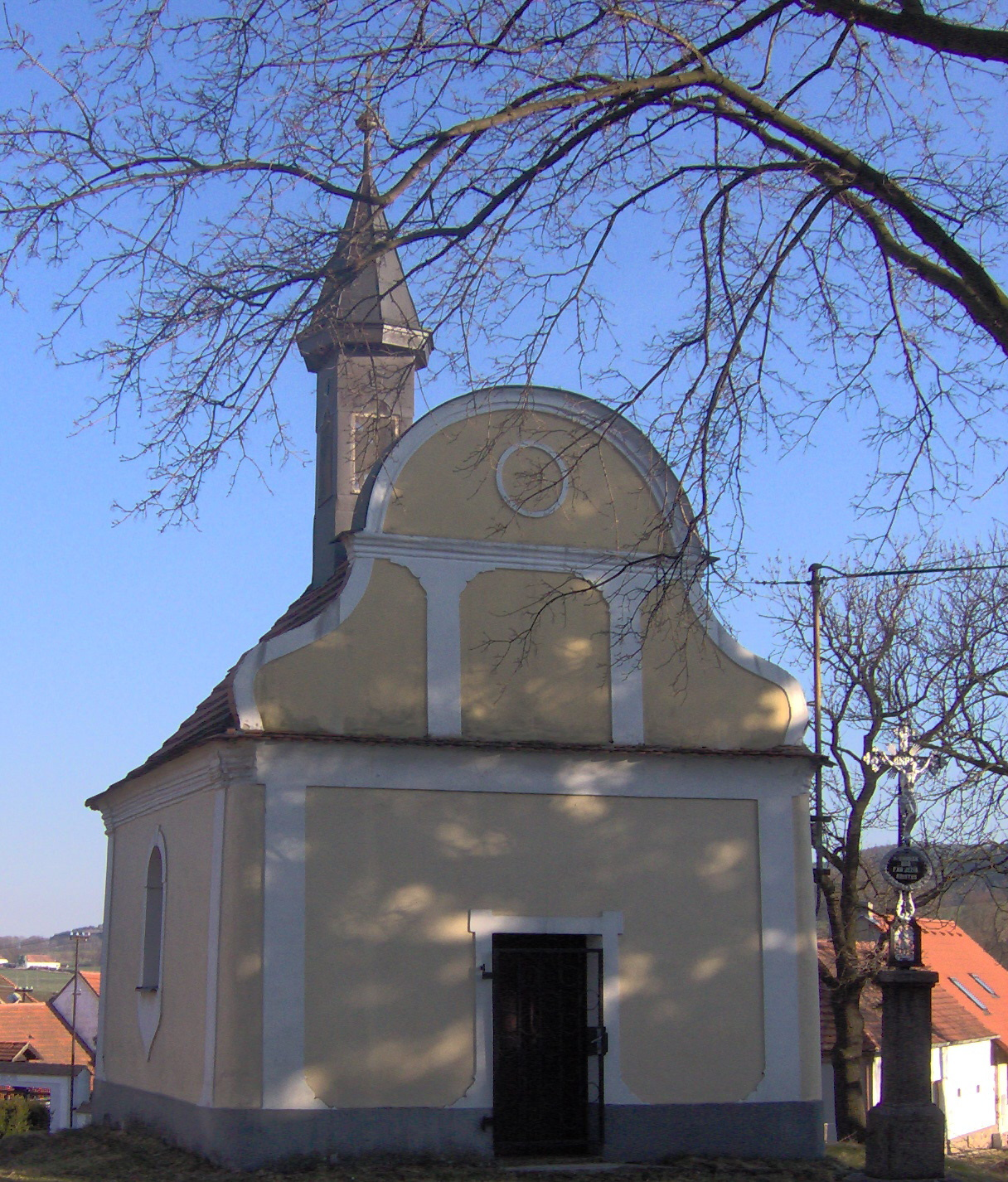
Kapelle in Novosedly

Novosedly, bis 1924 Nevosedy, (deutsch Newosed) ist eine Gemeinde in Tschechien. Sie liegt neun Kilometer westlich von Strakonice in Südböhmen und gehört zum Okres Strakonice.

## Geographie

### Geographische Lage
Novosedly befindet sich am linken Ufer des Baches Novosedelský potok im Vorland des Böhmerwaldes. Nordöstlich erhebt sich die Kněží hora (493 m), im Südosten die Homolka (490 m) und die Mladiny (600 m), südlich der Makarovský vrch (575 m) und der Kůstrý vrch (584 m), im Südwesten der Vraní vrch (485 m), westlich die Beranice (531 m) sowie im Nordwesten der Divoš (537 m). Durch den Ort führt die Staatsstraße II/172 zwischen Strašín und Katovice. Nordöstlich verläuft die Bahnstrecke České Budějovice–Plzeň durch das Tal der Otava, die Bahnstation Katovice liegt in reichlich zwei Kilometer Entfernung bei Liboč.

### Gemeindegliederung
Für die Gemeinde Novosedly sind keine Ortsteile ausgewiesen. Zu Novosedly gehören die Ansiedlungen Koclov (Kotzlau) und Sloučín (Slautschin) sowie die Ortslage Na Hůrce. Die Fluren der Gemeinde gliedern sich in die Katastralbezirke Koclov, Novosedly u Strakonic und Sloučín.

### Nachbargemeinden
Nachbarorte sind Záleský, Horní Poříčí, Za Řekou, Dolní Poříčí und Pohodnice im Norden, Liboč und Katovice im Nordosten, Střela, Virt und Pracejovice im Osten, Sloučín, Koclov und Drachkov im Südosten, Stružský Mlýn, Makarov, Milčice, Kraselov und Dřetiny im Süden, Tažovická Lhota, Lipnice und Šebelovský Mlýn im Südwesten, Štěchovice und Nové Dvory im Westen sowie Kladruby, Ovčín, Svatá Trojice und Kozlov im Nordwesten.

## Geschichte
Die Gegend am Rande des mittleren Otavatals war bereits in der Frühzeit besiedelt. Bei Novosedly wurde ein aus Regenbogenschüsselchen bestehender keltischer Golmünzschatz aufgefunden. Im Jahre 1931 entdeckte der Archäologe Bedřich Dubský am Feldweg zwischen Pracejovice und Sloučín ein keltisches Hügelgrab.
Das Dorf entstand wahrscheinlich als Ansiedlung von Goldseifnern. Die erste schriftliche Erwähnung von Novosedly erfolgte 1204 in einer Schenkungsurkunde Ottokar I. Přemysls an das Kloster St. Georg auf der Prager Burg, in der der König den Benediktinerinnen Einkünfte aus mehreren Dörfern überließ. Die Schenkung wurde im Jahre 1223 päpstlich bestätigt. Später erwarb der Malteserorden das Dorf und schloss es an seine Herrschaft Strakonitz an.
Im Jahre 1840 bestand Newosed aus 48 Häusern mit 307 Einwohnern. Im Dorf gab es eine Mühle. Pfarrort war Wolenitz. Bis zur Mitte des 19. Jahrhunderts blieb das Dorf immer nach Strakonitz untertänig.
Nach der Aufhebung der Patrimonialherrschaften bildete Nevosedy/Newosed ab 1850 mit den Ortsteilen Sloučín/Slautschin und Kozlov/Kotzlau eine Gemeinde in der Bezirkshauptmannschaft und dem Gerichtsbezirk Strakonice. 1885 wurde in Nevosedy ein eigenes Schulhaus eingeweiht. Zu Beginn des 20. Jahrhunderts lösten sich beide Ortsteile los und bildeten die Gemeinde Koclov/Kotzlau. Seit 1924 führt die Gemeinde den Namen Novosedly. 1948 wurde Koclov (mit Sloučín) wieder eingemeindet. Die Schule wurde 1975 geschlossen und die Kinder nach Volenice eingeschult. Mit Beginn des Schuljahres 1993/94 wurde in Novosedly der zweiklassige Grundschulunterricht wieder aufgenommen.

## Kultur und Sehenswürdigkeiten
- Kapelle in Novosedly
- Kapelle in Koclov
- Kapelle in Sloučín
- Bildstock an der Straße von Novosedly nach Volenice
- Statue des hl. Johannes von Nepomuk an der Brücke über den Novosedelský potok